# ハニ語
ハニ語（ハニご、哈尼語）とは、主に中国雲南省南部に居住するハニ族およびミャンマー東部のシャン州、またラオス、タイ、ベトナムの北部に主に居住するハニ族によって話される言語である。
シナ・チベット語族チベット・ビルマ語派ロロ・ビルマ語群に属する。

## 方言
ハニ語は以下の3つの方言に大別される。
- 哈雅方言（ハカ方言）
  - 哈尼下位方言 - 雲南省中南部に分布する。紅河ハニ族イ族自治州の紅河県、元陽県、緑春県および金平ミャオ族ヤオ族タイ族自治県などに約70万人の話者が存在するほか、ベトナム北部に1万人余り、ラオス東北部に約700人の話者が存在する。
  - 雅尼下位方言 - 阿卡語とも呼ばれる。雲南省西南部の山岳地帯に約30万人の話者が存在するほか、シーサンパンナ・タイ族自治州およびミャンマーに少なくとも20万人の話者が、またタイとラオスにそれぞれ約6万人の話者が存在する。この人々は400年前に雲南省中南部から現在の居住地に移住したと考えられる。
- 豪白方言（カベ方言） - 雲南省中北部および、哈尼下位方言が話されている地域の西北部、墨江ハニ族自治県、元江ハニ族イ族タイ族自治県および寧洱ハニ族イ族自治県などで話され、およそ12万人の話者が存在する。豪尼下位方言、白宏下位方言に細分される。
- 碧卡方言（ビカ方言） - 雲南省西南部におよそ30万人の話者が存在する。碧約下位方言（12万人）、卡多下位方言（18万人）、峨努下位方言（1万人）に細分される。

このうち、哈雅方言と豪白方言の差異は比較的小さい。